# Allogamus
Allogamus – rodzaj owada z rzędu chruścików (Trichoptera) z rodziny bagiennikowatych (Limnephilidae). W Polsce występują trzy gatunki, tylko w górach.

## Larwy
Larwy tego owada mają skrzelotchawki zbudowane z jednej gałęzi (nitki), są stosunkowo duże, ich długość dochodzi do 2 cm. Wyglądem zewnętrznym przypominają larwy Halesus, Potamophylax, Micropterna i Stenophylax.
Zasiedlają strumienie (rhitral) i rzeki (potamal) górskie. Sporadycznie spotykane są w jeziorach oligotroficznych (górskich). Budują przenośne, rurkowate domki z kamyczków i ziaren piasku, lekko zakrzywione.

## Allogamus w Polsce
W Polsce zanotowano występowanie następujących gatunków:
- Allogamus auricollis
- Allogamus starmachi – endemit tatrzański
- Allogamus uncatus